# Radostice
Radostice är en ort i Tjeckien. Den ligger i regionen Södra Mähren, i den sydöstra delen av landet, 180 km sydost om huvudstaden Prag. Radostice ligger 289 meter över havet och antalet invånare är 671.
Terrängen runt Radostice är platt österut, men västerut är den kuperad. Runt Radostice är det ganska tätbefolkat, med 120 invånare per kvadratkilometer. Närmaste större samhälle är Brno, 11,7 km nordost om Radostice. Trakten runt Radostice består till största delen av jordbruksmark.